# توماس غونزاليس (شاعر)
توماس غونزاليس (بالإسبانية: Tomás González Carvajal )‏ (و. 1753 – 1834 م) هو شاعر، ورجل دولة، وكاتب، وسياسي، ومترجم، وعالم العبرية ‏، وأستاذ جامعي إسباني، ولد في إشبيلية، كان عضوًا في الأكاديمية الملكية الإسبانية، وكان عضوًا في الأكاديمية الملكية للتاريخ، توفي في مدريد، عن عمر يناهز 81 عاماً.

## مناصب
تولى منصب مشرف (22 مارس 1795–20 أغسطس 1807)
.

## التعليم
تعلم في جامعة إشبيلية
.